# تفاعل زينكه
تفاعل زينكه هو تفاعل عضوي والذي فيه يتحول البيريدين إلى ملح البيريديوم من خلال التفاعل مع 2,4-داي نيترو-كلوروبنزين وأمين أولي، تمت تسمية التفاعل على اسم تيودور زينكه.
يجب عدم الخلط بين تفاعل زينكه وتفاعل زينكه-زول أو نترات زينكه. وعلاوة على ذلك، فإن تفاعل زينكه ليس له علاقة بالعنصر الكيميائي الزنك.

## آلية التفاعل
التفاعل الأول هو تشكيل ملح  ن-2،4-داي نيترو فينايل-بيريدينيوم (2). هذا الملح هو عادة ما يتم عزله وتنقيته بواسطة التبلور.
عند تسخين الأمين الأولي مع ملح  ن-2،4-داي نيترو فينايل-بيريدينيوم (2)، إضافة الأمين يؤدي إلى فتح حلقة البيريديوم. الإضافة الثانية للأمين يؤدي إلى نقل 2,4-داي نيترو أنيلين (5) وتشكيل ملح الملك  الملك يمكن أن يتفاعل  عن طريق إعادة ترتريب جزيئات الأيون المزدوج المتوسطة لإعطاء حلقة متوسطة (7). هذا تم اعتباره معدل التفاعل. بعد نقل البروتون وتفاعل حذف الأمين، يتم تكوين أيون البيريديوم (9) المطلوب.
هذه الآلية يمكن أن يشار إليها باسم آلية ANRORC: إضافة أليف النواة (N), افتتاح الحلقة والمركب الحلقي.

## تطبيقات
في تطبيق صناعة المرحلة الصلبة، الأمين يرتبط  تساهميا براتنج  وانغ.
مثال آخر هو صناعة ملح الإيزوكينولين اليدوي.

## ألدهيدات زينكه
مع الأمينات الثانوية و ليس الأمينات الأولية يأخذ تفاعل زينكه شكلا مختلفا ليشكل ما يسمى بألدهيدات زينكه التي يتم فتح حلقة البيريدين مع تحلل مجموعة الإمينيوم لتتحلل إلى ألدهيد:
هذا الاختلاف قد تم تطبيقه في صناعة اندولات الرواية:
مع وساطة بروميد السيانوجين يتم تنشيط البيريدين.

## إعادة الاكتشاف في 2007
في عام 2006 ومرة أخرى في عام 2007 تفاعل زينكه تم اكتشافه من قبل فريق بحث من اليابان  و مجموعة من الولايات المتحدة الأمريكية.[بحاجة لمصدر] وادعى كلا الفريقين تصنيع العضو 12 الأنولين (هيكل 1) من N-أريل كلوريد البريدينيوم و أمين، الأنيلين في حالة المجموعة اليابانية (مبين أدناه) والأمينات الأليفاتية (مع خصائص مؤثر سطحي) في حالة الأمريكية.
في رسالة إلى أنجيفاندتي كيمي، الكيميائي الألماني مانفريد كريستل  أشار ليس فقط إلى أن الكيمياء الجديدة المزعومة هي في الواقع كيمياء زينكه من 100 عام ولكن أيضا إلى أن الهيكل المقترح على ناتج التفاعل لم تكن حلقة العضو 12 بل العضو 6  ملح البيريدينيوم (هيكل 2). في البداية كلا الفريقين اعترفا أنهما تجاهلا الكتابات الموجودة عن زينكه ولكن تمسكا بالهيكل المقترح على أساس نتائج التأين بالإرذاذ الإلكتروني (ESI) التي وفقا لهم أشارت بوضوح إلى ديمر. في رسالته لاحظ كريستل أنه في قياسات الجمعية الكلية للجزيئات ESI هي ظاهرة شائعة. بالإضافة إلى ذلك لاحظ التشابه بين الانصهار والرنين المغناطيسي الطيفي.
اعتبارا من كانون الأول / ديسمبر 2007 المجموعة اليابانية تراجعت عن ورقتها في الرسائل العضوية بسبب عدم اليقين بشأن ما هي المنتجات التي تشكلت في التفاعل الموصوف والمجموعة الأمريكية أضافت تصحيحا للورقة الخاصة بهم في أنجيفاندتي كيمي مشيرين إلى أنهم تمنوا تغيير الهيكل المقترح.[بحاجة لمصدر] القضية تلقت بعض التغطية الإعلامية: